# Macrophiothrix smaragdina
Macrophiothrix smaragdina is een slangster uit de familie Ophiotrichidae.
De wetenschappelijke naam van de soort werd in 1882 gepubliceerd door Théophile Rudolphe Studer.